# Великий Улус
Великий Улу́с (рос. Большой Улус) — присілок у складі Юргинського округу Кемеровської області, Росія.
Стара назва — Улус.

## Населення
Населення — 25 осіб (2010; 23 у 2002).
Національний склад (станом на 2002 рік):
- росіяни — 61 %
- татари — 39 %